# Grote Prijs van Saguenay
De Grote Prijs van Saguenay is een meerdaagse wegwielerwedstrijd. De wedstrijd wordt sinds 2008 verreden in Saguenay in de provincie Quebec, Canada. Tot 2014 was deze wedstrijd, onder de naam Coupe des Nations Ville Saguenay, voorbehouden aan renners onder de 23 jaar in het kader van de UCI Nations Cup U23 als 2.Ncup-wedstrijd. Sinds 2014 maakt de koers deel uit van de UCI America Tour in de categorie 2.2.

## Lijst van winnaars

### Overwinningen per land
| Overwinningen | Land                                               |
| ------------- | -------------------------------------------------- |
| 3             | Canada                                             |
| 2             | Denemarken, Slovenië                               |
| 1             | Frankrijk, Kazachstan, Noorwegen, Verenigde Staten |

2005 · 
2006 · 
2007 · 
2008 · 
2009 · 
2010 · 
2011 · 
2012 · 
2013 ·
2014 ·
2015 ·
2016 ·
2017 · 
2018 ·
2019 ·
2020 ·
2021 ·
2022 ·
2023 ·
2024 ·
2025
Belangrijkste wedstrijden

Ronde van San Luis · Ronde van Californië · Ronde van Utah · USA Pro Challenge · Ronde van Alberta